# Wireless Group
Wireless Group Limited, anciennement UTV Media, est une société de radiodiffusion et de médias basée à Belfast en Irlande du Nord. La société exploite les stations de radio talkSPORT, Virgin Radio UK et 16 autres stations de radio au Royaume-Uni et 5 en Irlande.
UTV Media exploitait autrefois des chaînes de télévision en Irlande et en Irlande du Nord jusqu'à ce qu'elle ait les vendu à ITV en février 2016. La société s'est renommé elle-même, comme la marque UTV a été incluse dans la vente.
En juin 2016, News Corp de Rupert Murdoch est parvenue à un accord pour acheter l'entreprise,. La vente a été achevée en septembre 2016. Avant l'acquisition, Wireless Group était un constituant de l'indice FTSE SmallCap.